# Rhabdodon priscus
Rhabdodon priscus es una especie y tipo del género extinto Rhabdodon (gr. “diente rígido”) de dinosaurio ornitópodo, rabdodóntido que vivió a finales del período Cretácico, hace entre 70 a 66 millones de años, en el Maastrichtiense, en lo que es hoy Europa.
R. priscus, es uno de los primeros dinosaurios conocidos, ya en el siglo XIX, si bien a través del tiempo fueron encontrados sus restos de manera dispersa e incompleta, en diversas partes de Europa, lo que llevó a los paleontólogos durante un tiempo a clasificarlos bajo diferentes nombres. Y fue así, que aparecen nombres como Iguanodon suessi, Oligosaurus adelus, Ornithomerus gracilis, Mochlodon robustus, M. priscus, M. suessi, M. inkeyi, Onychosaurus hungaricus y Camptosaurus inkeyi. Oligosaurus, de hecho, a menudo ha sido considerado como un enigma debido a que no puede ser adscrito a ningún grupo de los dinosaurios ornitisquios o a los saurisquios. De pequeño tamaño debido a que vivía en un ambiente insular, como era Europa en esa época.
Rhabdodon priscus es la especie tipo, siendo nombrada en 1869 por Philippe Matheron. El nombre del género significa "diente acanalado", mientras que la designación de especie significa "primitivo" y estaba originalmente en el formato correcto neutral "priscum". En 1831 Friedrich Ludwig Fleischmann ya había llamado así a una serpiente, pero por una decisión de la ICZN el nombre del dinosaurio Rhabdodon fue declarado como un nomen conservandum.